# Cinema Park (кінотеатр, Одеса)
Кінотеа́тр «Cinema Park» (до 2017 року — «Москва», з 2017 по 2022 роки — «Кінотеатр у парку Горького»)— однозальний кінотеатр, який розташований у місті Одеса, у Хаджибейському районі у парку імені Марка Твена, на сьогоднішній день є кінотеатром із найбільшим екраном в Одеській області.

## Загальна інформація
Кінотеатр «Cinema Park» було відчинено після реконструкції 1 вересня 2001 року.
Кінотеатр належить українському бізнесмену Артему Вознюку. У медіахолдинг «Просто» Вознюка входили: одеські кінотеатри «Родина», «Зоряний», «Москва», мережа «Одеса-Кіно» в м. Київ, «КіноСтанція» в м. Дніпропетровськ, журнали «Афіша Одеси», радіостанції «Просто Раді. О», «Народне Радіо», концертна агенція «Ей Сі Ей» та інш.

## Характеристика кінотеатру
- Розмір екрану: 19,5 м х 8 м,
- Розмір глядацької зали: 33 м х 23 м,
- Відстань між рядами: 17 рядів, 595 місць,
- Проекційне обладнання фірми Kinoton (Німеччина),
- Акустичне обладнання фірми Electro-Voice,
- Система цифрової обробки звуку фірми Dolby Digital Surround Ex, яка функціонує згідно з акустичними вимогами «Dolby Laboratories Inc». Зал оснащено звукопоглинальними панелями.
- У кінотеатрі функціонує професійна система вентиляції та кондиціювання фірми Mitsubishi.

## Події
У жовтні 2017 року з кінотеатру «Москва» зняли вивіску. Як каже власник закладу Артем Вознюк — це було зроблено під тиском активістів і погрозами підпалу. При цьому активіст Юрій Козаріз заперечує, що погрожував підпалом.